# Michal Belej
Michal Belej (* 16. listopadu 1982) je bývalý český fotbalový záložník, naposledy hrající za celek Mostecký FK.